# Dorothy Margaret Stuart
Dorothy Margaret Stuart (ur. 1889, zm. 1963) – poetka angielska, znana przede wszystkim jako autorka biografii między innymi Horacego Walpole'a i Christiny Rossetti, oraz tomiku wierszy Sword Songs, za który otrzymała srebrny medal w dziedzinie sztuki na igrzyskach olimpijskich w 1924 roku. Wydała też antologię poezji węgierskiej.